# 郭實臘譯本
郭實臘文理譯本，是馬禮遜譯本出現之後、委辦譯本問世之前的一個文言文譯本，又稱四人小組譯本，因有四人參與，分別是麥都思、郭實臘、裨治文、馬儒翰。馬禮遜在1834年去世之後，麥都思等人開始著手修訂馬禮遜的文理譯本，但最後的譯本則是全新的譯本。此工作由麥都思帶頭，郭實臘輔助，裨治文和馬儒翰的角色次之，可能沒有做多少工作。1835年，四福音書與使徒行傳完成，1836年新約完成。但此新约譯本不被當時的英國聖經公會接受，因為英國聖經公會仍然推崇馬禮遜的譯本。他們本來打算修訂舊約，但是麥都思退出，只剩下郭實臘一人，郭就自己一人修訂/翻譯了舊約，于1838年在新加坡出版了舊約聖經的第一版。後來，郭實臘又反復修訂麥都思的新約，做了很多改变。麥都思在1849年寫給倫敦會的書信中如此說，郭實臘稱「目前的版本為第十四版」。1853年，麥都思在一封致倫敦會的信中說：「我于1836年離開中國之後，郭實臘多次再版這個新約譯本，起初只修改了為數不多的漢字，但後來改動很大」。對郭實臘的修訂和翻譯工作，麥都思不是特別認可，他在1849年曾寫道，郭的譯本仍然有很多缺陷；而此時，麥都思已經在翻譯委辦譯本了。後來，太平天國依据郭實臘的譯本出版了自己的聖經，但洪秀全出於自己的政治目的对郭實臘的譯本做了刪改。在此譯本中，麥都思主张將God翻譯為上帝，偏离了之前馬禮遜譯本和馬士曼譯本的译名，即神，遂开启了旷日持久的译名之争(Term Question)，直到现今争论也没有解决。此译本也首次將Christian翻譯為基督徒，而之前的譯本应该是音譯。

## 特色
- 除人名、地名外完全意譯：
  - 「耶和華」譯為「皇上帝」。
  - 「埃及」以含之子孫麥西一族名之，《出埃及記》譯為《出麥西國傳》。
  - 「法老」一詞不音譯，逕稱「王」。
  - 《民数記》譯为《戶口冊》，《申命記》譯为《復傳律例》，《士师記》譯为《倡領書記》，《歷代志》譯为《綱鑑》；各本先知書一律加「天启錄」。
- 「割禮」譯為「斷勢皮禮」。
- 「使徒」譯為「聖差」。
- 「聖靈」譯為「聖神」。

## 译文摘录
以下译文摘自1839年《救世主耶穌新遺詔書》之《約翰傳福音書》（《约翰福音》）3章16-18節：
盖上帝深切爱世、赐其独生之子、令凡信之者、免陷沉沦、乃得常生也。且上帝遣子降世、不罪世人、乃救世人也。凡信之者、无定罪、但凡不信者、已见定罪、因不肯信上帝独生之子也。

### 网页
- 忠信與操縱――當代基督教《聖經》中文譯本研究 （页面存档备份，存于）
- 中文聖經譯本流源 （页面存档备份，存于）

## 外部連結
- 珍本聖經：救世主耶穌新遺詔書 （页面存档备份，存于）
- 《中文聖經翻譯史》(聖經．中文．翻譯) （页面存档备份，存于）
- 《四人小組譯本》(聖經．中文．翻譯) （页面存档备份，存于）